# И даље Алис
И даље Алис (енгл. Still Alice) америчка је филмска драма коју су режирали Вош Вестморланд и Ричард Глацер, по мотивима истоимене књиге Лисе Џенове. У насловној улози је Џулијана Мур, која је за своје извођење овенчана Златним глобусом, Наградом Удружења филмских критичара за најбољу главну глумицу, Наградом Удружења филмских глумаца за најбољу глумицу у главној улози и BAFTA наградом, и Оскаром за најбољу главну глумицу.

## Радња
Алис Холанд је угледна професорка психолингвистике, која води истински срећан и испуњен живот, окружена својим најближима. Ствари се драстично мењају када открива да, иако релативно млада, болује од Алцхајмерове болести, која прети да угрози не само њену каријеру, већ и односе у породици.

## Улоге
| Глумац          | Улога            |
| --------------- | ---------------- |
| Џулијана Мур    | Алис Холанд      |
| Кристен Стјуарт | Лидија Холанд    |
| Алек Болдвин    | Џон Холанд       |
| Кејт Бозворт    | Ана Холанд-Џоунс |
| Хантер Периш    | Том Холанд       |